# Ulisses Garcia
Ulisses Alexandre Garcia Lopes (Almada, 11 januari 1996) is een in Portugal geboren profvoetballer met de Zwitserse nationaliteit. Hij verruilde in 2018 Werder Bremen voor Young Boys

## Clubcarrière
Garcia kwam in 2011 in de jeugdopleiding van Grasshopper terecht. Hij maakte op 18 mei 2014 zijn profdebuut in de wedstrijd tegen FC Sion. In mei 2015 tekende hij een per 1 juli 2015 ingaand contract tot medio 2018 bij Werder Bremen. Op de eerste speeldag maakte hij zijn Bundesliga-debuut tegen Schalke 04.

## Interlandcarrière
Garcia werd geboren in Portugal als zoon van ouders met Kaapverdische afkomst en groeide op in Zwitserland. Zodoende kwam Garcia in aanmerking voor alle drie de landen. Hij speelde in verscheidene Zwitserse jeugdelftallen. In juni 2017 werd hij voor het eerst opgeroepen voor het Zwitsers voetbalelftal, maar tot een debuut kwam het destijds niet.

## Statistieken
| Seizoen | Club          | Land        | Competitie   | Competitie | Competitie | Beker | Beker | Internationaal | Internationaal | Totaal | Totaal |
| Seizoen | Club          | Land        | Competitie   | Wed.       | Dlp.       | Wed.  | Dlp.  | Wed.           | Dlp.           | Wed.   | Dlp.   |
| ------- | ------------- | ----------- | ------------ | ---------- | ---------- | ----- | ----- | -------------- | -------------- | ------ | ------ |
| 2013/14 | Grasshopper   | Zwitserland | Super League | 1          | 0          | 0     | 0     | 0              | 0              | 1      | 0      |
| 2014/15 | Grasshopper   | Zwitserland | Super League | 0          | 0          | 1     | 0     | 1              | 0              | 2      | 0      |
| 2015/16 | Werder Bremen | Duitsland   | Bundesliga   | 11         | 0          | 2     | 0     | 0              | 0              | 13     | 0      |
| 2016/17 | Werder Bremen | Duitsland   | Bundesliga   | 7          | 0          | 0     | 0     | 0              | 0              | 7      | 0      |

3 Hadjam ·
4 Zourkou ·
5 Husić ·
6 Pfeiffer ·
7 Ugrinic ·
8 Łakomy ·
9 Itten ·
10 Imeri ·
11 Colley ·
13 Camara ·
14 Chaiwa ·
15 Elia ·
17 Janko ·
20 Niasse ·
21 Virginius ·
22 Conté ·
23 Benito ·
24 Althekame ·
26 Von Ballmoos  ·
27 Blum ·
30 Lauper ·
31 Conte ·
33 Keller ·
35 Ganvoula ·
39 Males ·
40 Marzino ·
77 Monteiro ·
Coach: Magnin